# K'inich Ahkal Mo' Naahb III
K'inich Ahkal Mo' Naahb III, conosciuto anche come Akul Anab III (Palenque, 13 settembre 678 – Palenque, 730), è stato uno degli ultimi grandi re maya di Palenque.

## Ascesa al trono
La storia delle origini famigliari di K'inich Ahkal Mo' Naahb III ci sono state tramandate da più testi celebrativi di questo sovrano. Sua madre si chiamava Signora Kinuw Mat, suo padre Tiwol Chan Mat. Molti e fondati indizi ci fanno intendere che Tiwol Chan Mat fosse figlio di K'inich Janaab' Pakal, il più grande sovrano di Palenque.L'ascesa al trono di K'inich Ahkal Mo' Naahb III è celebrata sui lati di una piccola piattaforma all'interno del Tempio XIX di Palenque.

## Gesta principali
K'inich Ahkal Mo' Naahb III ebbe come sahal (capo militare) due grandi personaggi della storia di Palenque: Chak Sutz e Yok-?-tal. Il primo riconquistò molti territori anteriormente persi da K'inich K'an Joy Chitam II, l'altro lo aiutò sul "fronte interno".
Riconquistata una certa sicurezza politica K'inich Ahkal Mo' Naahb'III si dedicò alla costruzione dei suoi molti templi, come i famosi Tempio XVIII, XIX, XX, XXI. Di grande interesse è specialmente il Tempio XIX, nel quale sono stati ritrovati grandi capolavori di pietra e di stucco.